# Rödsidig droppastrild
Rödsidig droppastrild (Euschistospiza cinereovinacea) är en fågel i familjen astrilder inom ordningen tättingar.

## Utseende och läte
Rödsidig astrild är en udda, mycket mörk astrild med små och svaga droppformade fläckar på buken. I flykten syns den röda övergumpen tydligt. Arten är jämnstor i storlek med liknande grå bergastrild, men uppvisar till skillnad från denna rött på flankerna men inget rött i ansiktet. Fågeln är inte särskilt ljudlig, men avger ett dämpat kvitter och ett "tsip".

## Utbredning och systematik
Rödsidig droppastrild delas in i två distinkta underarter:
- E. c. cinereovinacea – förekommer på höglandet i västra och centrala Angola
- E. c. graueri – förekommer från östra Demokratiska republiken Kongo till sydvästra Uganda

## Levnadssätt
Rödsidig droppastrild hittas i gräsrika områden i skogsbryn och i lummig odlingsbygd.

## Status
Arten har ett stort utbredningsområde och beståndet anses stabilt. Internationella naturvårdsunionen IUCN listar den därför som livskraftig (LC).